# Antwerpen
För andra betydelser, se Antwerpen (olika betydelser).
Antwerpen (nederländskt uttal: [ˈɑntʋɛrpə(n)] lyssna (fil), franska: Anvers [ɑ̃vɛʁs]) är en hamn- och industristad i norra Belgien. Staden är huvudort i provinsen med samma namn. Kommunen har cirka 529 247 invånare (2020). Antwerpen grundades runt år 800. Genom staden flyter floden Schelde.
Staden är centrum för diamanthandel och diamantförädling. Antwerpen har också sedan 1990-talet ett visst rykte som modestad. Till sevärdheter och turistattraktioner räknas Antwerpens zoo, som hör till världens äldsta.
Staden var arrangörsort vid de Olympiska sommarspelen 1920 samt Special Olympics European Summer Games 2014.

## Namnet Antwerpen
Enligt folklig tradition, och vad som även har firats vid statyn framför stadshuset, har staden fått sitt namn från en legend som rör en mytisk jätte vid namn Antigoon som bodde nära floden Schelde. Han krävde tull av dem som skulle över floden. De som vägrade högg han av handen på, och slängde den i Schelde. Till slut dödade en ung hjälte som hette Brabo jätten. Brabo högg av jättens egen hand och kastade den i floden. Därav kom namnet Antwerpen, från nederländska hand werpen (att kasta en hand). Ett stöd för denna folketymologi är det faktum att handavhuggning faktiskt praktiserades i Europa.
John Lothrop Motley anser däremot att Antwerpens namn kommer från an 't werf. Detta uttryck skulle kunna härstamma från de frankiska orden "anda" (på) och "werpum" (lastkaj).
En annan möjlighet är 'Aan 't werp'. Detta 'werp' kunde vara en människogjord kulle, tillräckligt hög för att hålla sig torr vid flod, där en gård kunde byggas. Ett annat ord för 'werp' är 'pol' (därav polders).
Den vanligaste teorin är att namnet kommer från den gallo-romanska perioden och kommer från latinets antverpia. Antverpia skulle komma från Ante (emot) Verpia (sedimentation), som pekar mot land som byggs upp genom att sediment avsätts i insidan av en flodkrök. Noteras bör att floden Schelde, före en övergångsperiod mellan 600 och 750, följde en annan fåra.

## Historia
På platsen för dagens Antwerpen låg under 100- och 200-talen e.Kr. en romersk bosättning, vilken dock övergavs. På 600-talet byggdes här en kyrka, kring vilken en bebyggelse växte fram. Redan på 600-talet omtalas Antwerpen som medelpunkt för transitohandeln med Tyskland. På 900-talet fick Antwerpen även en militär befästning. 1221 fick staden sina första privilegier. Under de följande seklen fortsatte staden att expandera, särskilt under slutet av 1300-talet. Som säte för den 1460 grundade börsen blev den under början av 1500-talet Europas rikaste handels- och industristad. Nederländska frihetskriget drabbade dock staden hårt, 1576 plundrades Antwerpen av spanska nederländska knektar, 1585 intogs den av Alessandro Farnese vilket ledde till att de flesta protestantiska handelsmän flydde staden.
Efter Westfaliska freden fick Nederländerna rätt att blockera Scheldes mynning vilket gjorde att stadens handel lamslogs. Staden upplevde dock en ny blomstring sedan den övergått från spansk till österrikisk överhöghet 1714, och särskilt sedan Frankrike 1794 erövrat staden och tvingat Nederländerna att ge upp kontrollen av Scheldemynningen. 1800-1814 belägrades Antwerpen av Storbritannien, dock utan framgång.
1863 förlorade Nederländerna helt sin rätt att utkräva tull vid Scheldemynningen.

### Befästningar på 1800-talet
Antwerpen var tidigare en starkt befäst stad, även om litet återstår av forten eller av det av general Chassé år 1832 försvarade citadellet. Kvar finns den numera renoverade fästningen Steen. Antwerpens breda avenyer visar var de ursprungliga befästningarna låg. Under åren 1815-1818 slopades försvarsringen och det gamla citadellet och forten togs bort. En ny försvarsring som var 13 kilometer lång konstruerades, och byarna Berchem och Borgerhout, som nu var församlingar i Antwerpen, absorberades av staden. År 1859 konstruerades sjutton av de tjugotvå forten under Wellingtons överinseende.
Denna försvarsring skyddades av en bred vattenfylld vallgrav, och i kaponjärerna fanns fästningens ammunitions- och proviantförråd. Försvarsringen hade nitton öppningar eller portar, men av dessa användes sju inte av allmänheten. Så snart som försvarsringen hade färdigställts, byggdes åtta detacherade fort från 3 till 3,5 kilometer från försvarsringen. De började i norr nära Wijnegem och översvämningszonen, och slutade i söder vid Hoboken.
I början av 1870-talet ansågs Antwerpens befästningar vara föråldrade, genom artilleriets ökade räckvidd och eldkraft. Antwerpen befästes istället genom att man konstruerade en yttre linje av fort och batterier på 10 till 14,5 kilometers avstånd från den tidigare försvarsringen. År 1870 byggdes fortet Merksem, och redutterna vid Berendrecht och Oorderen för att försvara översvämningsområdet norr om Antwerpen. Åren 1909–1914 uppfördes Fort Breenmonk.

### Första världskriget
Under första världskriget var Antwerpen skådeplats för omfattande strider. Sedan tyska 1:a armén genom intagandet av Lüttich och segern i Gethe 18-19 augusti 1914 drog sig belgiska armén tillbaka till Antwerpen, som var starkt befäst. Under det att tyska 1:a armén gjorde en svängning och sydost avdelades en svag armégrupp under Hans von Beseler mot Antwerpen till skydd för de tyska förbindelserna genom Belgien. Belgiska arméns försök att genom ett anfall mot den svaga observationsgruppen förhindra en inneslutning blev genom slaget vid Mechelen tillbakavisat. Sedan von Beselen erhöllit belägringsartilleri och förstärkningar inleddes belägringen av Antwerpen 27 september. 1 oktober intog 5:e reservbrigaden fortet Wavre-S:t Catherina och mellanverket Dorpweld, dagen därpå marindivisionen fortet Waelhem och 11:e reservdisionen fortet Koningshoyckt, 3 oktober intog 12:e reservbrigaden fortet Lierre, 4 oktober överskreds Nethe, 5 oktober stormade 26:e landstormsdivisionen forten de Kressel och Massenhoven och 7 oktober 6:e reservdivisionen fortet Borschbeek, 7 oktober överskred marindivisionen Nethe vid Duffel, samma dag intog 3:e reservkåren fortet Broechem, 8 oktober föll fortet Breendonck och mellanverket Pullaer, 9 oktober besattes den inre fortgördeln Neerland-Hemizen. Därefter kapitulerade fästningen 10 oktober, sedan dock huvuddelen av belgiska armén lyckats avmarschera längs kusten mot Ostende.
1918 utgjorde Antwerpen en huvudpunkt i den sista tyska ställningen - Antwerpen-Maas-ställningen, i vilken tyska armén 5-11 november utkämpade de sista återtågsstriderna.

### Andra världskriget
Staden intogs den 15 maj 1940 av tyskarna och befriades 4 september 1944, i båda fallen utan strid. Staden drabbades däremot av omfattande beskjutning med V-2-raketer i mitten av oktober 1944, vilka åstadkom stor förstörelse.
Antwerpen behöll såväl under mellankrigstiden som efterkrigstiden sin ställning som en betydande industri- och handelsstad.

## Näringsliv
Enligt American Association of Port Authorities (AAPA) var Antwerpens hamn den sjuttonde största hamnen (efter tonnage) i världen år 2005, och den var tvåa i Europa efter Rotterdam. För styckegods är hamnen den största i världen. Den tar hand om stora volymer av ekonomiskt attraktivt styckegods, såväl som bulklast. Antwerpens hamnområde, med fem oljeraffinaderier, har en kraftig koncentration av petrokemiska industrier. Det enda område som har mer pertrokemisk industri finns i Houston, Texas.
Elproduktion är också en viktig näringsgren, med fyra kärnkraftverk vid Doel, ett stort konventionellt kraftverk i Kallo, såväl som ett antal mindre kraftstationer. Man planerar för ett område med vindkraftverk i en del av hamnområdet som inte används. De gamla kajerna som gränsar till Schelde, med en längd av nästan 6 kilometer, som är belägna norr och söder om stadens centrum, har fått vara kvar för sitt känslomässiga värde, och används huvudsakligen av kryssningsfartyg och sjöfart på kort distans.
Antwerpens andra stora näringsgren är diamanthandeln. Staden har fyra diamantbörser. Sedan andra världskriget har familjer inom den stora chassidiska judiska gemenskapen i Antwerpen dominerat Antwerpens diamanthandel. Men under de senaste två decennierna har indiska och armeniska handlare blivit allt viktigare.
Antwerp World Diamond Centre, efterföljaren till Hoge Raad voor Diamant, spelar en viktig roll när det gäller att sätta standard, reglera yrkesmässig etik, upplärning samt främjande av Antwerpens intressen som centrum för diamanthandeln.

## Administrativ indelning
Kommunen består av själva staden Antwerpen och andra orter. Kommunen delas därmed in i nio enheter (districten på nederländska). Invånarantalen är från 31 maj 2006.
1. Antwerpen 166 742
2. Berchem 39 802
3. Berendrecht-Zandvliet-Lillo 9 564
4. Borgerhout 41 614
5. Deurne 69 408
6. Ekeren 22 262
7. Hoboken 34 443
8. Merksem 40 920
9. Wilrijk 38 386

Totalt: 463 161 invånare.

## Infrastruktur

### Kollektivtrafik
Antwerpen har flera spårvägslinjer varav flera går under jord i centrala staden. På slutet av 1970-talet byggde man flera tunnlar med tillhörande stationer under jord i centrala staden, men på grund av finansieringsproblem så stoppades byggandet 1980. Idag finns därför flera kilometer med övergivna tunnlar och stationer.

### Tåg
Antwerpens centralstation är en viktig trafikknutpunkt för regional, nationell och internationell tågtrafik.

### Flyg
Antwerpens internationella flygplats är stadens flygplats. Flygplatsen är mycket liten och trafikeras förutom lite charter endast till London City Airport.

## Kultur
Antwerpen har en modern utställningshall och museum i den gamla hamnen, Museum aan de Stroom, som förutom utställningar ger möjlighet till utsikt över staden från taket. I staden ligger också boktryckarmuseet Plantin-Moretus museum, som sedan 2005 är ett världsarv. Peter Paul Rubens bostad och ateljé är numera ett museum, Rubenshuis.
Sedan 1950 finns en stor skulpturpark i parken vid slottet Middelheim, Middelheim Museum.

## Bildgalleri

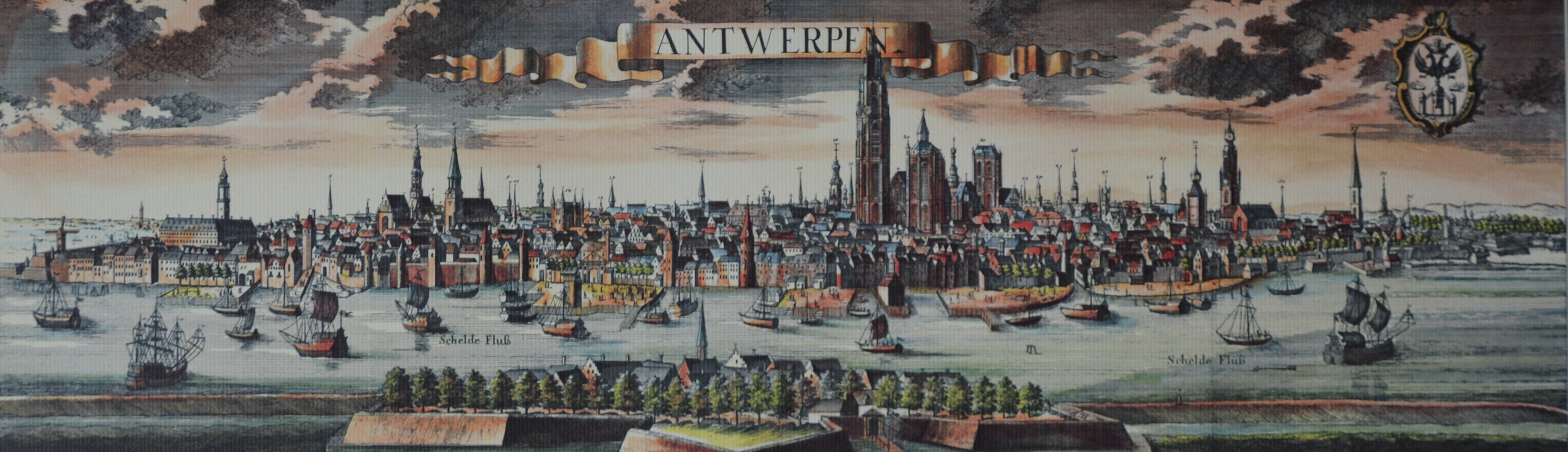
Antwerpen år 1729.
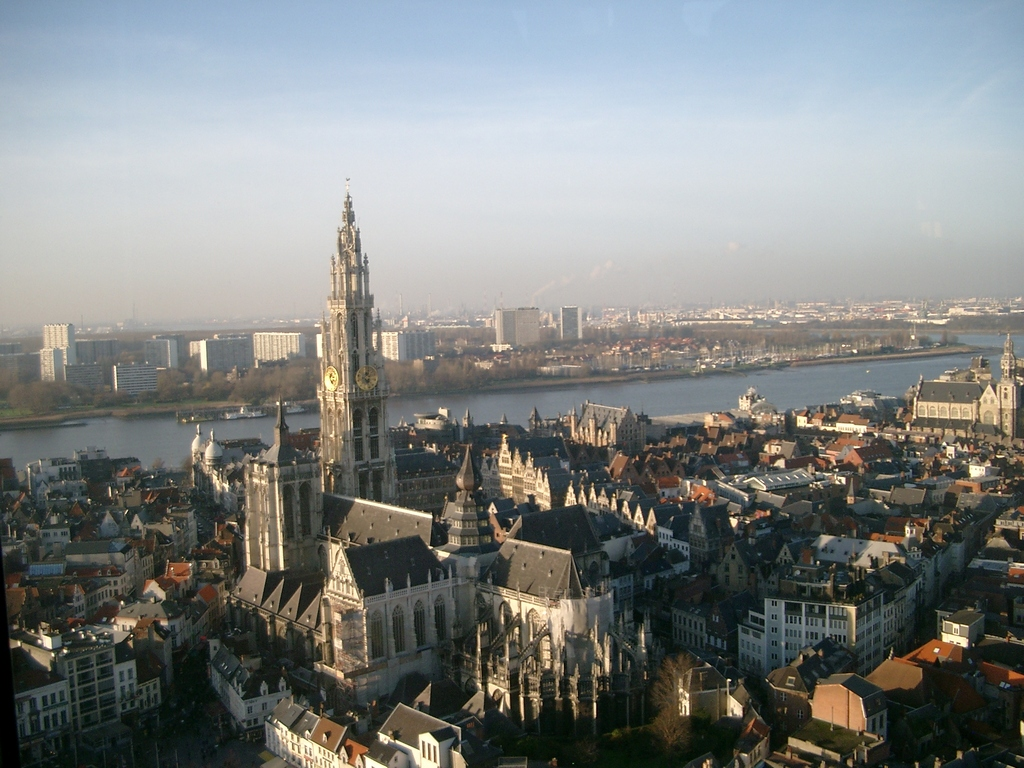
Onze-Lieve-Vrouwekathedraal.
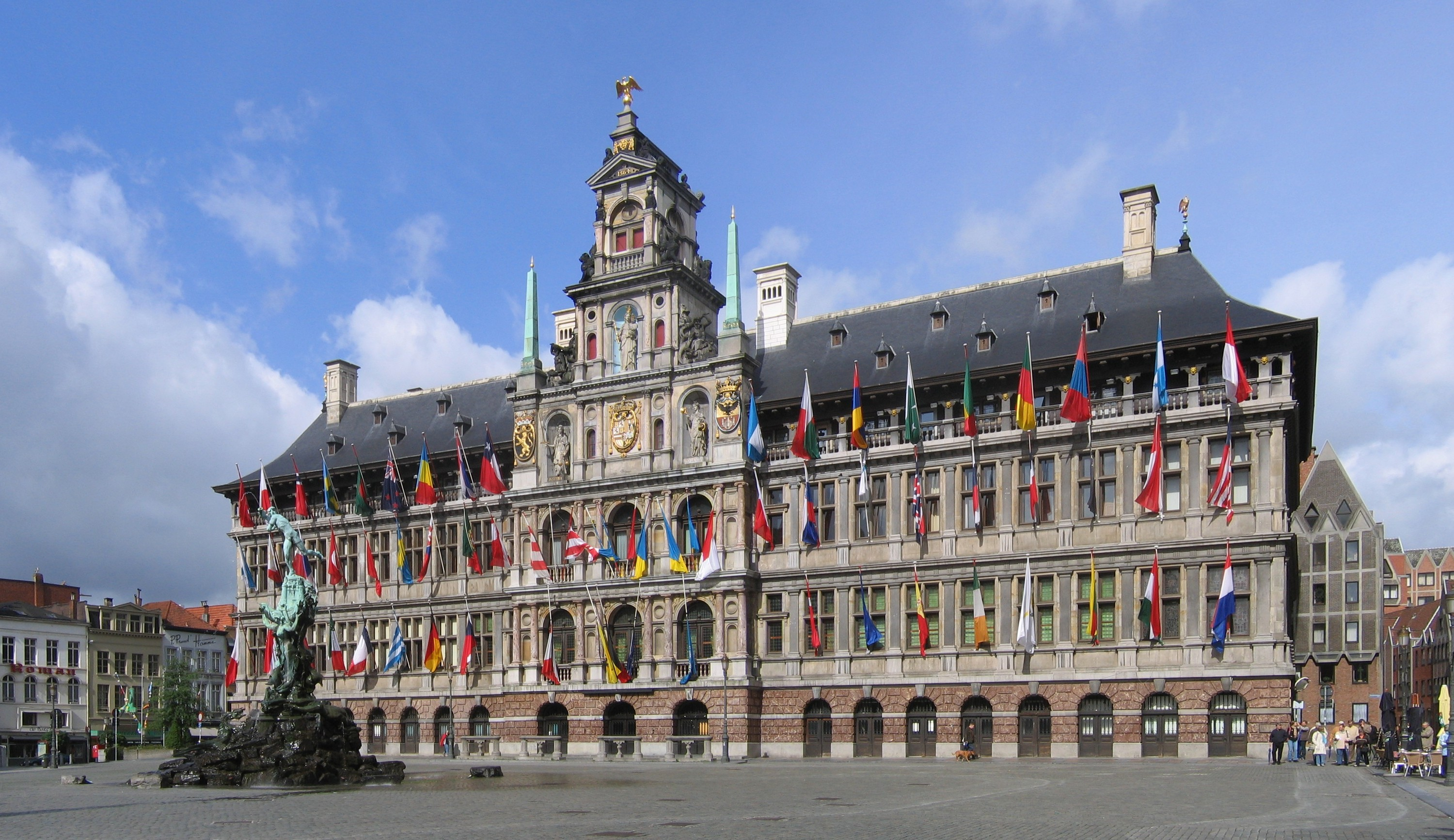
Stadshuset.
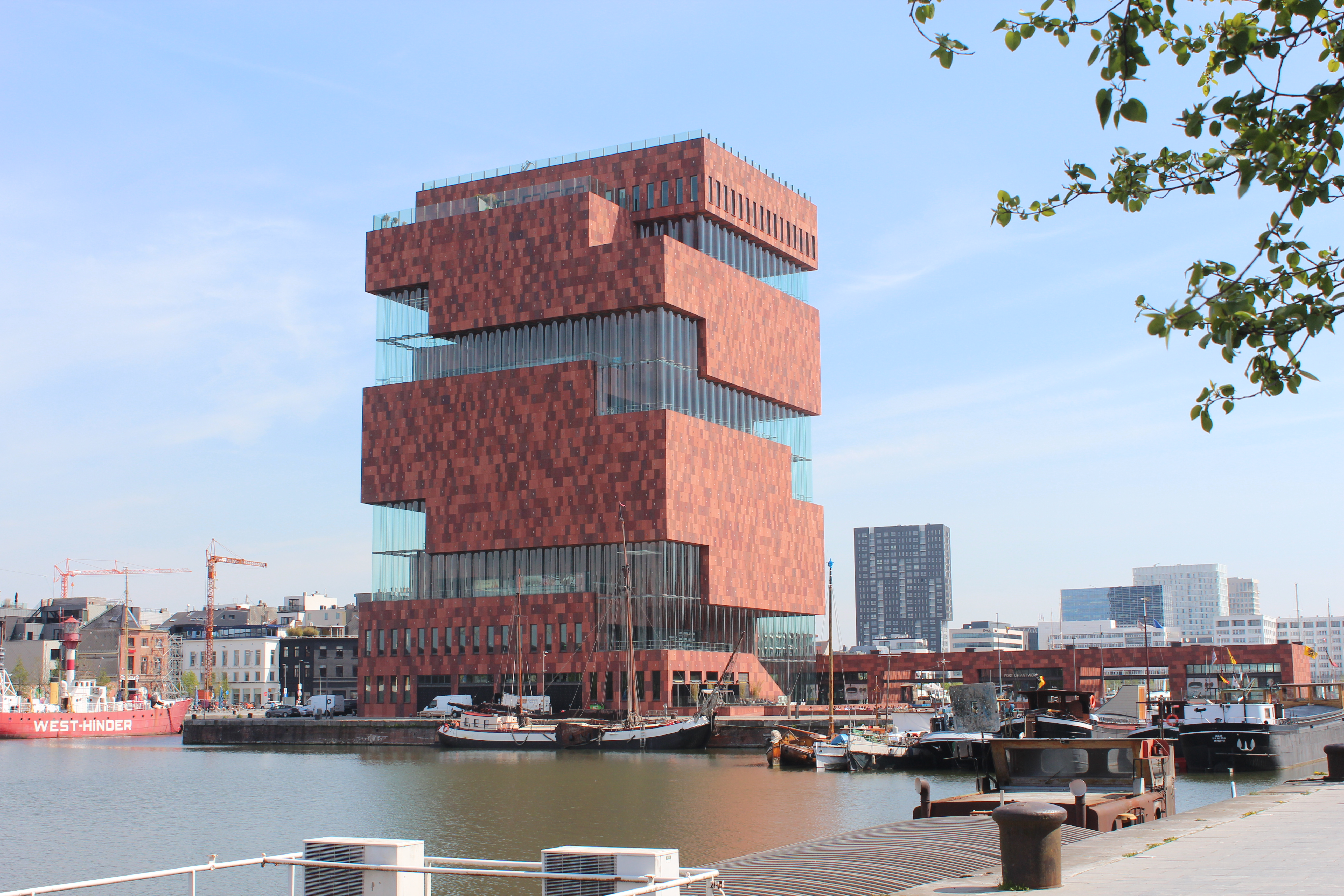
Museum aan de Stroom.
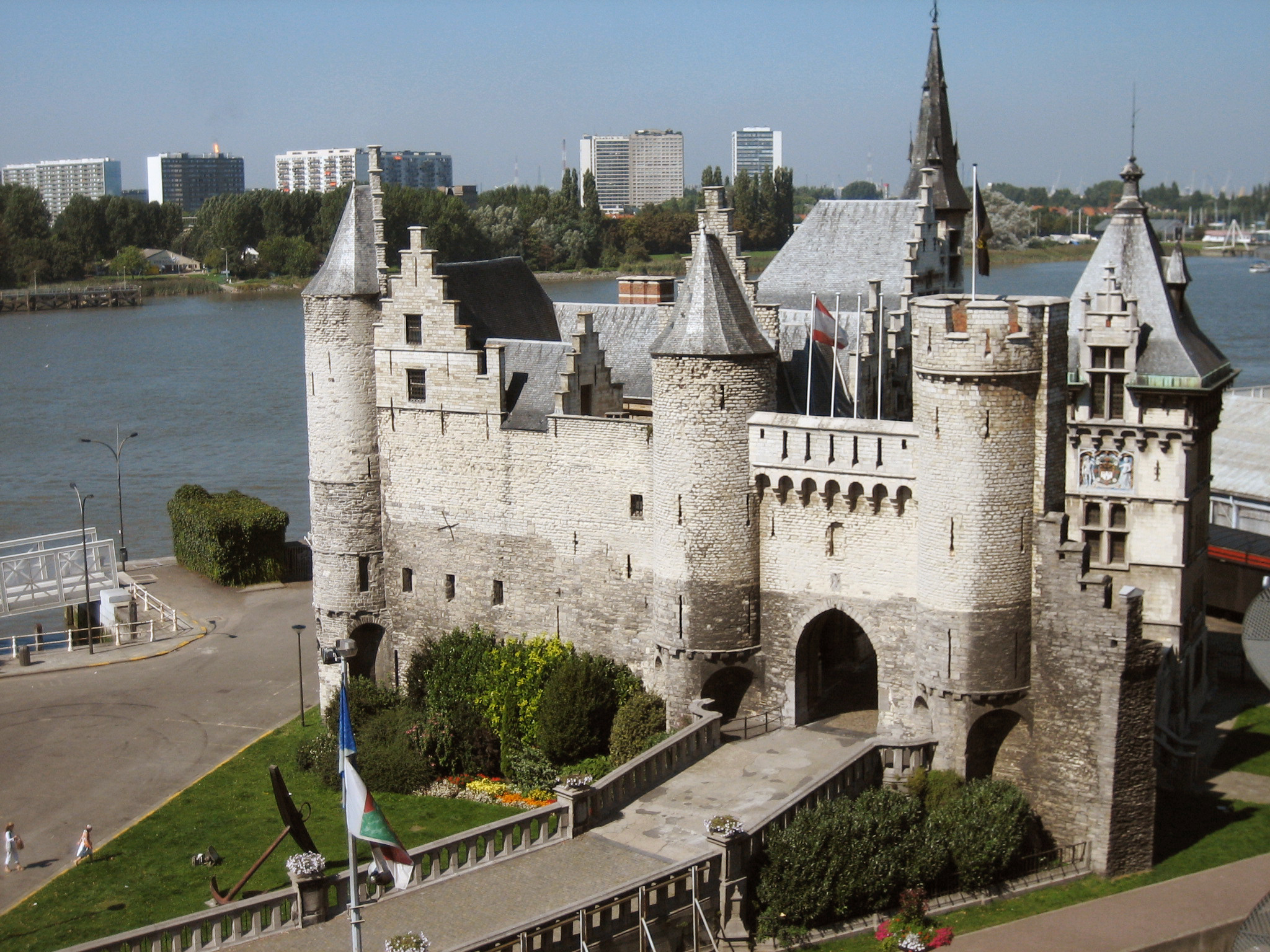
Het Steen ('Stenen').